# Richard Bancroft
Richard Bancroft DD, BD, MA, BA (Farnworth, 1544 – Lambeth Palace, 2 novembre 1610) è stato un arcivescovo anglicano inglese, arcivescovo di Canterbury e supervisore capo della edizione della Bibbia di re Giacomo.

## Biografia
Nacque nel 1544, venendo battezzato il 12 settembre. Ebbe la sua prima educazione alla scuola di grammatica di Farnworth che era stata fondata dal vescovo William Smyth anch'egli nato nel villaggio. Passò poi a Cambridge, prima al Christ's College e dopo al Jesus College. Si laureò in Bachelor of Arts nel 1567 e quindi come Master of Arts nel 1570. Ordinato sacerdote venne nominato cappellano da Richard Cox e quindi vescovo di Ely e nel 1575 rettore a Teversham nel Cambridgeshire. L'anno successivo fu uno dei precettori all'Università.
Si laureò BD nel 1580 e DD cinque anni dopo. Nel 1584 divenne rettore a St Andrew. Nel 1585 venne nominato tesoriere di St Paul's Cathedral a Londra e nel 1586 divenne membro della commissione ecclesiastica. Il 9 febbraio 1589 tenne un sermone alla St Paul's Cathedral che fu un appassionato attacco contro i Puritani. Descrisse i loro discorsi e procedure, fece delle caricature delle loro motivazioni, denunciò l'esercizio del diritto di giudizio privato ed affermò il diritto divino dei vescovi, con un linguaggio così forte, che uno dei consiglieri della regina ritenne potesse costituire una minaccia contro la supremazia della corona.
Negli anni successivi divenne elemosiniere di St Paul's e canonico dell'Abbazia di Westminster dal 1587. Divenne poi cappellano di Christopher Hatton e John Whitgift. Nel giugno 1597 venne consacrato vescovo di Londra e da quell'epoca, a seguito delle cattive condizioni di salute dell'arcivescovo Whitgift, venne virtualmente investito del potere di primate e quindi del controllo assoluto degli affari ecclesiastici. Fra le questioni che caddero sotto la sua responsabilità vi furono il procedimento contro  "Martin Marprelate", Thomas Cartwright e i suoi amici, e John Penry.
Nel 1600 venne inviato, a capo di una delegazione, a Emden, allo scopo di porre fine ad alcune dispute fra gli inglesi ed il Regno di Danimarca, ma la missione non andò a buon fine. Bancroft fu poi presente alla morte di Elisabetta I.

### Arcivescovo di Canterbury
Nel marzo 1604 Bancroft, a seguito della morte di Whitgift, venne nominato presidente della convocazione dell'assemblea. Presentò un libro di canoni raccolti da lui ed ottenne l'approvazione del re ma non quella del Parlamento due mesi dopo. Nel novembre successivo venne eletto successore di Whitgift nella sede di Canterbury. Continuò a mostrare lo zelo e la severità di un tempo, e con si grande successo, che Lord Clarendon, scrivendo il suo elogio funebre espresse il parere che "se Bancroft fosse vissuto ancora, avrebbe rapidamente spento, in Inghilterra, tutto quel fuoco che era stato acceso a Ginevra".
Nel 1608 venne nominato chancellor dell'Università di Oxford. Uno dei suoi ultimi atti pubblici fu una proposta, presentata al Parlamento, per migliorare le entrate della Chiesa e un progetto per un collegio per la risoluzione di controversie religiose a Chelsea. Negli ultimi mesi della sua vita prese parte alla discussione sulla consacrazione di alcuni vescovi scozzesi e fu in virtù dei suoi consigli che vennero consacrati da diversi vescovi della Chiesa inglese. Con questo atto vennero gettate le fondamenta della costituzione Chiesa episcopale scozzese. Bancroft fu "il sovrintendente capo" della Bibbia di re Giacomo. Morì a Lambeth Palace il 2 novembre 1610.

## Genealogia episcopale
La genealogia episcopale è:
- Cardinale Vital du Four
- Arcivescovo John de Stratford
- Vescovo William Edington
- Arcivescovo Simon Sudbury
- Vescovo Thomas Brantingham
- Vescovo Robert Braybrooke
- Arcivescovo Roger Walden
- Vescovo Henry Beaufort
- Cardinale Thomas Bourchier
- Arcivescovo John Morton
- Vescovo Richard Foxe
- Arcivescovo William Warham
- Vescovo John Longland
- Arcivescovo Thomas Cranmer
- Vescovo William Barlow
- Arcivescovo Matthew Parker
- Arcivescovo Edmund Grindal
- Arcivescovo John Whitgift
- Arcivescovo Richard Bancroft